# Bahrettinia arida
Bahrettinia arida är en tvåvingeart som beskrevs av Henry J. Reinhard 1943. Bahrettinia arida ingår i släktet Bahrettinia och familjen parasitflugor. Inga underarter finns listade.